# Distretto di Bajannuur (Bajan-Ôlgij)
Il distretto di Bajannuur è uno dei quattordici distretti (sum) in cui è suddivisa la provincia del Bajan-Ôlgij, in Mongolia. Conta una popolazione di 5.033 abitanti (censimento 2009).